# Kristine Belson
Kristine Belson (* 24. November 1964 in Los Angeles, Kalifornien) ist eine US-amerikanische Filmproduzentin.

## Leben
Kristine Belson wuchs als Tochter einer Journalistin der Hollywood Foreign Press Association und des Drehbuchautors Jerry Belson in Los Angeles, Kalifornien auf. Zunächst ging sie auf Distanz zur Karriere ihrer Eltern, änderte ihre Meinung jedoch später. So besuchte sie das Trinity College und studierte dort unter anderem bei Fred Pfeil einige Kurse in Filmwissenschaft. Auf dem College arbeitete sie für das Radio, am Literaturmagazin Trinity Review und verbrachte viel Zeit im Cinestudio. Nach ihrem Abschluss 1986 ging sie zunächst nach New York City, um Verlegerin zu werden. Als sie bemerkte, dass dies nicht das Richtige für sie war, zog sie zurück nach Los Angeles und begann am Film zu arbeiten.
Zunächst las und schrieb sie einige Drehbücher, fand dann aber eine Anstellung bei 20th Century Fox. Dort half sie beim Start von Turner Pictures mit und half unter anderem bei Stadt der Engel und Dämon – Trau keiner Seele aus. Schließlich begann sie mit der Filmproduktion. Zunächst arbeitete sie für die The Jim Henson Company und produzierte die Muppetfilme Muppets aus dem All (1999) und Muppets: Der Zauberer von Oz. Weitere Arbeiten waren In tierischer Mission (2003) und Fünf Kinder und Es (2004). Dann wechselte sie zu DreamWorks. Ihre erste Arbeit dort war der Animationsfilm Drachenzähmen leicht gemacht und anschließend Die Croods. Für letzteren erhielt sie 2014 eine Oscar-Nominierung. Derzeit produziert sie BOO: Büro für ominöse Ordnungswidrigkeiten.
Im Januar 2015 wurde sie zur Präsidentin von Sony Pictures Animation ernannt.

## Filmografie
- 1999: Muppets aus dem All (Muppets from Space)
- 2003: In tierischer Mission (Good Boy!)
- 2004: Fünf Kinder und Es (Five Children and It)
- 2005: Muppets: Der Zauberer von Oz (The Muppets’ Wizard of Oz)
- 2010: Drachenzähmen leicht gemacht (How to Train Your Dragon)
- 2013: Die Croods (The Croods)